# Statenkwartier
Statenkwartier (en maastrichtois « Statekerteer ») est un quartier dans le centre de la ville de Maastricht.

## Toponymie
Les noms de « Statenkwartier » et « Statensingel » sont dérivés des noms des fortifications à proximité de la ligne dite de Dumoulin. Beaucoup de ces renforts portent des noms géographiques et politiques correspondant à la période de la République des Sept-Pays-Bas-Unis, comme Holland, Zeeland, Erfprins et Stadhouder. Deux bastions, aujourd'hui disparus, de ce secteur étaient appelés Staten-Generaal (États généraux) et le Raden van State (Conseil d’États). Puis, dans la seconde moitié du XIXe siècle, des douves ont été construites sur les anciennes fortifications. Celles-ci ont alors pris leurs noms : Prins Bisschopsingel, Hertogsingel, Fransensingel, et, dans ce cas, Statensingel.

## Géographie
Le Statenkwartier se trouve au nord-ouest du centre-ville de Maastricht et est bordé par les quartiers du Binnenstad, du Kommelkwartier au sud, du Boschstraatkwartier à l'est et du Frontenkwartier au nord-ouest. Les rues principales sont Grote Gracht prolongée par Brusselsestraat, le Statensingel et Boschstraat.
Le quartier se compose essentiellement de quatre parties :
- l'ancien Sphinxterrein, dont le réaménagement a commencé au début de 2009, au nord de la ligne de Maagdendries-Achter derrière la caserne ;
- le quartier résidentiel entre Boschstraat et Bogaardenstraat, aussi appelé Boschstraat-West ;
- la zone située entre Bogaardenstraat et Capucijnenstraat, dont la partie nord du quartier résidentiel (Lindenkruis/Nutsbedrijven) ;
- la zone entre Capucijnenstraat, Brusselsestraat et Statensingel comprend le monastère de Beyart.

## Histoire
La zone du Statenkwartier ne faisait pas partie de la ville de Maastricht jusqu'au Moyen Âge tardif. Dans la seconde moitié du XIVe siècle les maisons, le long de Brusselsestraat, Capucijnenstraat et Boschstraat, furent incluses dans les seconds remparts de la ville. Une grande partie de la zone est restée peu développée comme le montre la maquette de Maastricht. Certains monastères (y compris le Beyart, le Bogaardenklooster, les Capucins et les Pénitents) y avaient de vastes jardins et vergers.
Au XIXe siècle, la partie nord du district (le Sphinxterrein) se développa dès le début de la révolution industrielle aux Pays-Bas. Petrus Regout fit construire en 1820 un important complexe industriel dont une industrie du verre, de cristal, de poterie, de minium, de potasse, de clous et une usine de fusils.

## Patrimoine
De nombreux sites sont présents dans le Statenkwartier. La partie nord de la zone est dominée par le patrimoine industriel. Les usines Sphinx sont des exemples de l'évolution des bâtiments industriels en fonction des différentes époques. Ainsi, l'ancienne porte de l’usine remonte à 1865, la dite Moulières date de 1875, et ladite Eiffel remonte à la période 1929-1941.
Dans la partie sud du district les monastères et les couvents sont plus nombreux et côtoient les complexes scolaires. Parmi ces bâtiments religieux se trouvent :
- l'église Saint-André datant des XIVe/XVe siècles,
- le monastère Beyart : à l'origine les ruines d'une abbaye du XVe et, depuis la fin du XIXe siècle, un monastère des Frères de l'Immaculée-Conception de Maastricht,
- la chapelle des Frères fossoyeurs (Cellebroederskapel), une chapelle gothique du XVIe siècle (avec un orgue de Bivignat),
- l'église des Capucins du XVIIe siècle,
- le Couvent des Ursulines, une église néogothique de Jean Kayser
- la Synagogue de 1840.

Les bâtiments d'enseignement sont :
- la Cour de Tilly, un palais du XVIIIe siècle utilisé actuellement par l’Université de Maastricht,
- la Maison Soiron, un manoir du XVIIIe siècle de l'architecte Mathias Soiron, appartenant maintenant à l'Université de Maastricht,
- l'École Saint-Servais, datant de 1912 et probablement conçue par Pierre Cuypers,
- la maternelle des Ursulines, datant de 1933 (d'Alphons Boosten),
- et le lycée des Ursuline, datant de 1938 (d'Alphons Boosten).

Parmi les autres monuments se trouvent la Misericordehuisje du XVIIe siècle, le Palais de justice des douze apôtres (Hofje van de Twaalf Apostelen), et la clinique Saint-Lidwina (d'Alphons Boosten). Par ailleurs, de nombreux hôtels particuliers se trouvent sur Boschstraat, Bogaardenstraat, Grote Gracht et Brusselsestraat.
En matière d'architecture moderne, certains complexes de logements tels le Charles Voscour de l'architecte belge Charles Vandenhove, le Miséricordeplein de Harry Gulikers et la « V-House » par Wiel Arets en construction.

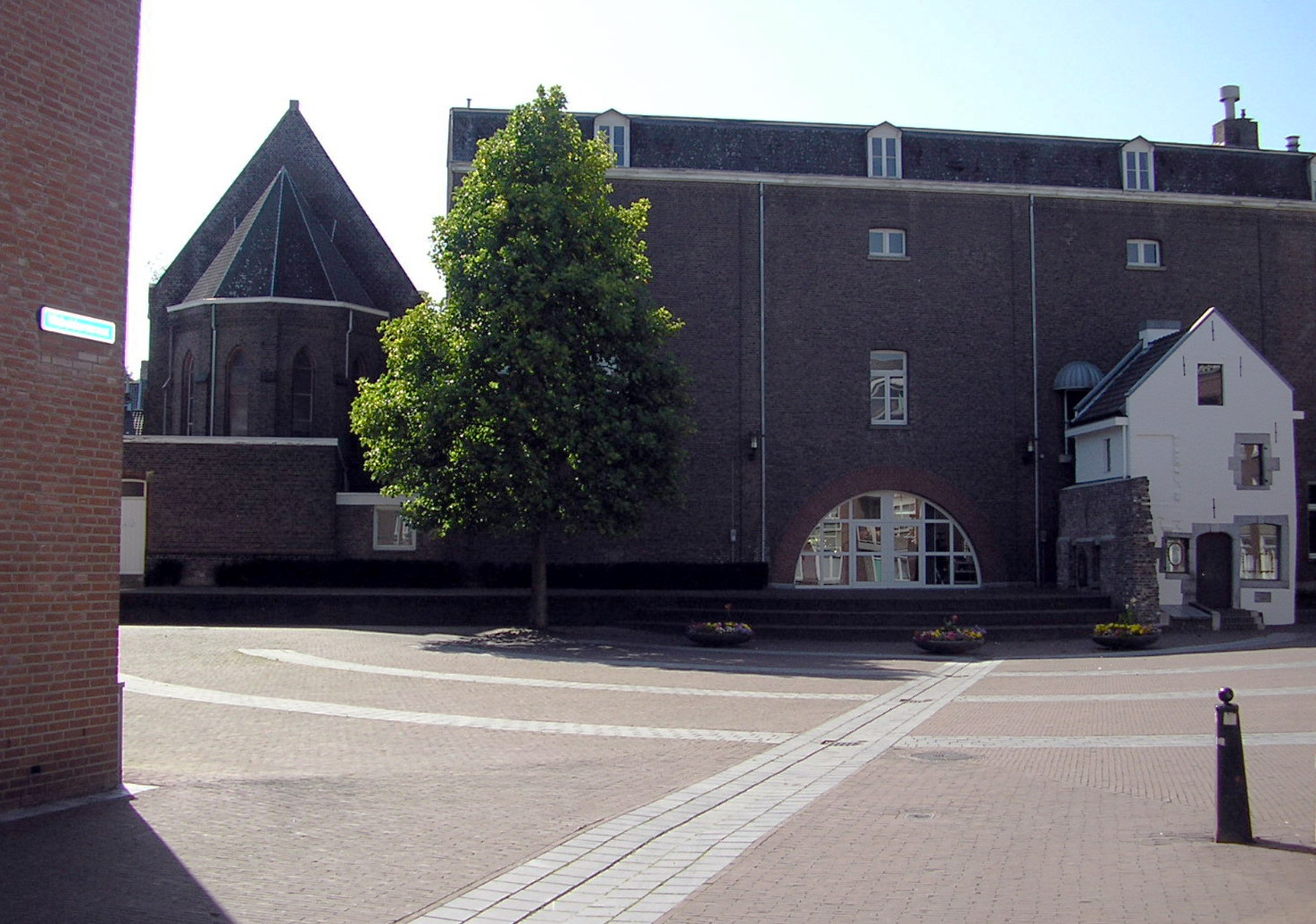
Misericordeplein.
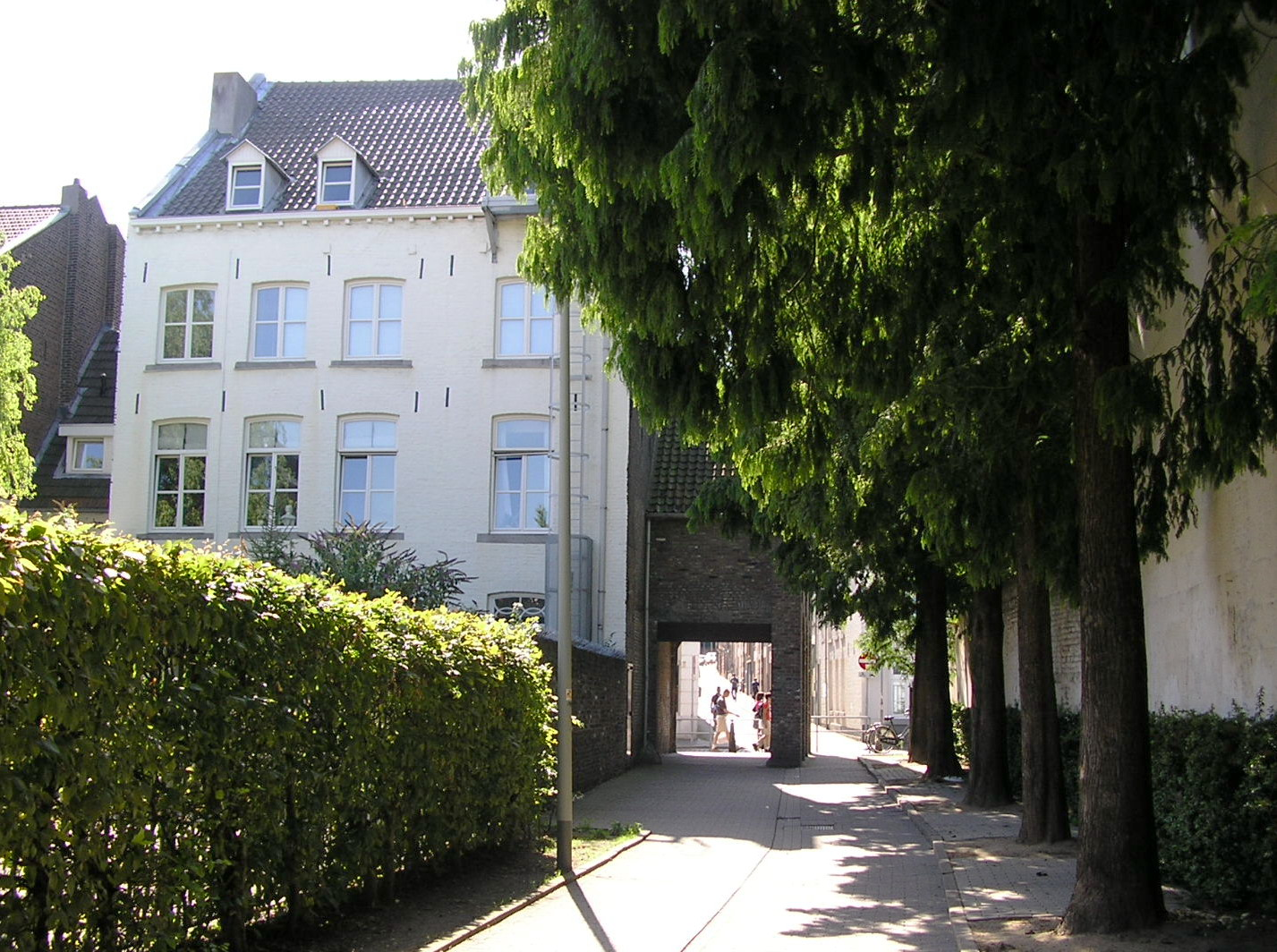
Apostelengang.
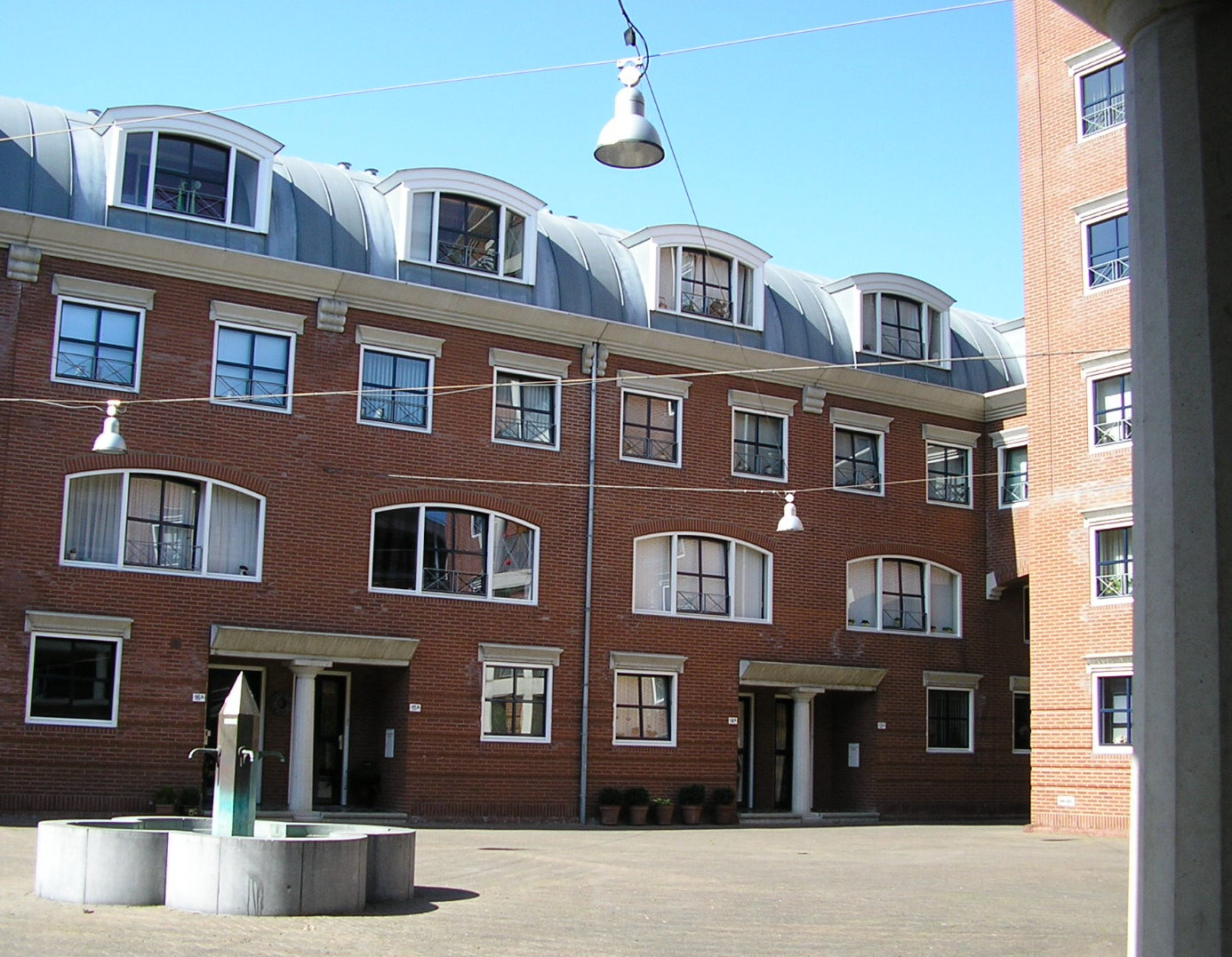
Charles Voscour.
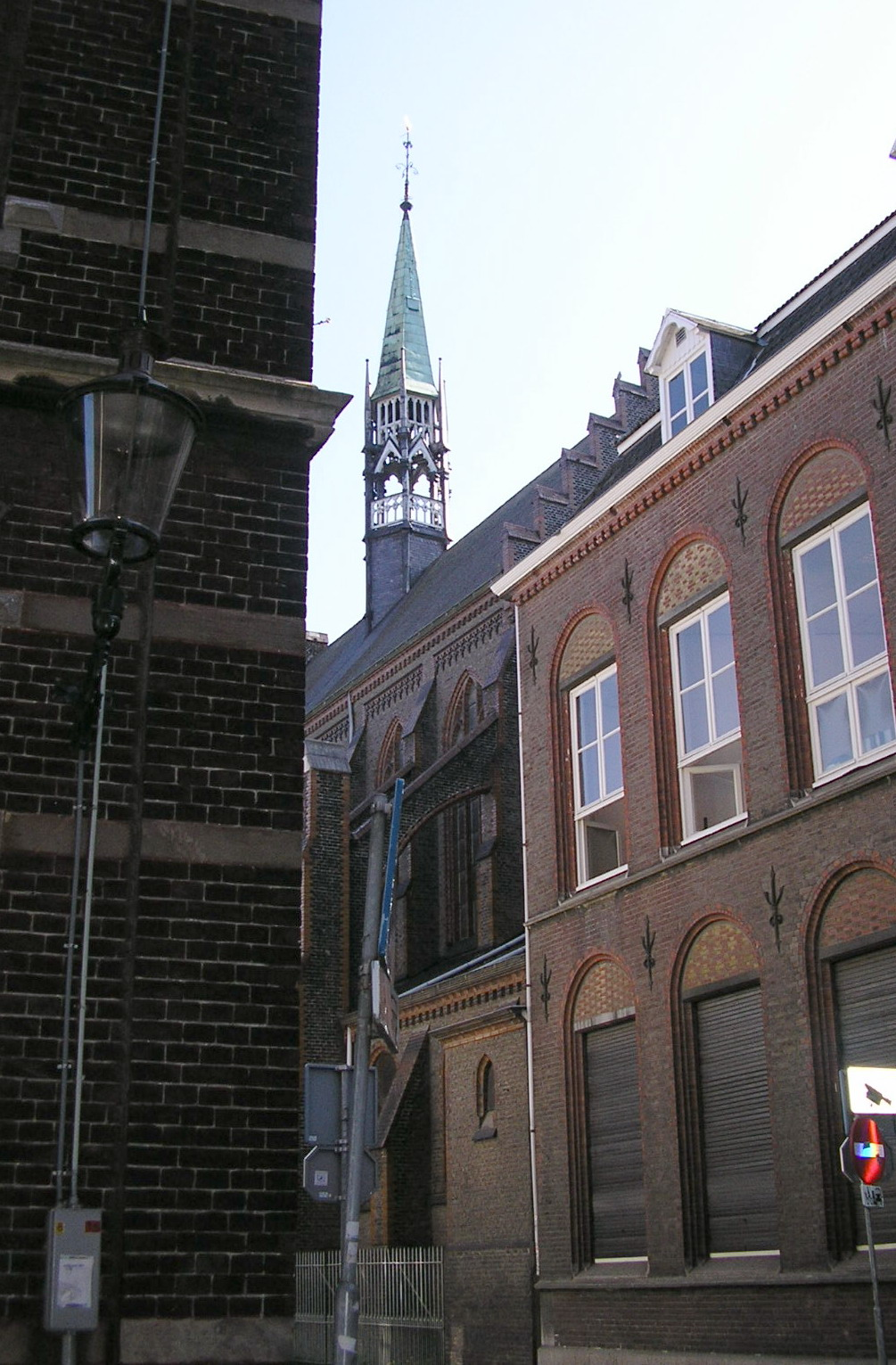
Capucijnenstraat : couvent des Ursulines.

## Caractéristiques
Un grand nombre d'étudiants, de personnes célibataires ou de familles âgées, ainsi que de personnes handicapées, etc. y habitent. Il y a peu de famille avec enfants. Néanmoins, le quartier dispose de bons établissements d'enseignement. Ainsi, il y a l'école élémentaire E.K. (St. Aloysius) et l'école Montessori. Il y a aussi quelques bâtiments de l'Université de Maastricht.
Pour certains services de base, les habitants du Statenkwartier bénéficient de la proximité du centre-ville et de Brusselsepoort. Les principales rues commerçantes du quartier sont Boschstraat, Grote Gracht et la Brusselsestraat, sont appelées les « aanloopstraten ».
Dans le Statenkwartier se trouvent quelques équipements culturels locaux : le Lumière, le Lösstheater, le Kumulus (centre des arts) et le Marres (centre d'art contemporain). Les sociétés étudiantes Circumflex et Saurus y sont établies.

## Sources
- (nl) Cet article est partiellement ou en totalité issu de l’article de Wikipédia en néerlandais intitulé « Statenkwartier » (voir la liste des auteurs).

## Compléments